# 教育情報
教育情報（きょういくじょうほう）とは2011年4月1日より文部科学省から日本に存在する全ての大学に対して公式サイトに掲載するといった形で公表することが義務付けられた構成、授業、学生数、学費などといった機関の基本的な情報。これらの情報が公開されることによって入学を検討している受験生、保護者、進路指導を行う教師などに的確な情報が伝わることになり、更に有意義な進路決定が行えるようになるであろうとされている。また不利な情報を公開せざるを得なくなった教育機関は現況を打開するために努力を費やすようになるであろうと想定されているため、これが一層の国内の教育力の向上につながるであろうと期待されている。